# Kyatto Ninden Teyandee (videojuego)
Kyatto Ninden Teyandee (キャッ党忍伝てやんでえ?) es un videojuego basado en el anime de 1990 conocido en español como Los gatos samurái. Fue publicado en 1991 para Family Computer por Tecmo. Solo se lanzó oficialmente en Japón, pero apareció fuera del país una versión no licenciada bajo el título Ninja Cats.
Los jugadores toman el control de los tres gatos protagonistas y de los Otasuke Ninja (los miembros del Equipo de rescate), entre los cuales se puede conmutar en cualquier momento y hacer uso de sus propias habilidades especiales para progresar en el juego. El título presenta la mayor parte de los personajes de la serie así como un villano adicional, un misterioso científico llamado Dr. Purple (Dr. パープ?) que aparece avanzado el juego y parece aliarse con Ko'on-no-kami ("Seymour" Gran Quesote). Los creadores de la serie de televisión afirmaron que Dr. Purple iba a aparecer en una nueva temporada y se pretendía que remplazase a Ko'on-no-Kami como antagonista principal. Se suponía que sucedería después de que Ko'on-no-Kami y Karasu Gennarisai (Jerry Atric) se fuesen de Edoropolis tras el incidente del cometa (episodios 52-53). Sin embargo, la serie solo se emitió durante una temporada, cancelándose poco después. Aunque el juego nunca fue publicado oficialmente en occidente, hay disponibles varias traducciones al inglés a través de parches no oficiales.
También hubo un juego electrónico portátil (al estilo de las Game & Watch) creado por Bandai en 1990.
En un determinado momento, se pretendió que los personajes principales de la serie apareciesen en el juego de lucha para Wii Tatsunoko vs. Capcom: Ultimate All-Stars. El productor del juego, Ryota Niitsuma declaró en una entrevista, "Uno de los principales animes por el que recibimos más peticiones que por cualquier otro fue Los gatos samurái... Yo quería ver eso, pero no pudimos alcanzar un acuerdo."